# La Garrovilla
La Garrovilla település Spanyolországban, Badajoz tartományban. La Garrovilla Mérida, Torremayor, Montijo és Esparragalejo községekkel határos. Lakosainak száma 2292 fő (2024).

## Népesség
A település népessége az utóbbi években az alábbiak szerint változott:
| Lakosok száma | 2625 | 2542 | 2387 | 2506 | 2497 | 2434 | 2410 | 2346 | 2334 | 2292 |
|               | 2001 | 2004 | 2006 | 2009 | 2011 | 2014 | 2016 | 2019 | 2021 | 2024 |